# Kozji Vrh (Podvelka)
Kozji Vrh is een plaats in Slovenië en maakt deel uit van de gemeente Podvelka in de NUTS-3-regio Koroška. De plaats telde 64 inwoners op 1 januari 2020.